# العامرية (رشيد)
قرية العامرية الغربية هي إحدى القرى التابعة لمركز رشيد في محافظة البحيرة في جمهورية مصر العربية. حسب إحصاءات سنة 2006، بلغ إجمالي السكان في العامرية الغربية 2057 نسمة، منهم 1059 رجل و998 امرأة.